# Kazimierz Poniatowski
Kazimierz Poniatowski   (Varsòvia i Cracòvia, 15 de setembre de 1721 - Varsòvia, 13 d'abril de 1800) era tinent general de les forces reials poloneses, geneł wojsk koronnych. Cavaller de l'Orde de l'Àguila Blanca, concedida el 3 d'agost de 1744 a Varsòvia .
Era el més gran dels vuit fills supervivents de la princesa Konstancja Czartoryska i del comte Estanislau August Poniatowski, escuder de Ciołek, Castella de Cracòvia.
Era un besnet del poeta, cortesà i presumpte traïdor, Jan Andrzej Morsztyn i, a través de la seva besàvia, Catherine Gordon, assistent personal de la reina Marie Louise Gonzaga, es relacionava amb la casa de Stuart i, per tant, es relacionava amb les famílies capdavanteres d'Escòcia, Espanya i França. Al segle xviii, la família Poniatowski havia assolit un alt rang entre la noblesa polonesa (szlachta).
Fou creat príncep pel seu germà, el rei Estanislau II, el 4 de desembre de 1764. Després de la primera partició de Polònia (1772), va vendre el seu títol de Podkomorzy, no va jugar cap part més en la política i es va incorporar a la "alta vida". Se'l considerava un model de "fadrí".
El 21 de gener de 1751 es va casar amb Apol·lonia Ustrzycka (1736 - 1814), amb qui va tenir un fill i dues filles:
- El príncep Stanisław Poniatowski
- La princesa Katarzyna Poniatowska (1756 - 1773)
- La princesa Konstancja Poniatowska (1759 - 1830), que el 4 d'abril de 1775 es va casar amb Ludwik Tyszkiewicz (1748 - 1808), Hetman de camp lituà i Gran Mariscal de Lituània.

## Llista de germans i familiars
- Poniatowski (família polonesa)